# 賑災基金會 (臺灣)
財團法人賑災基金會是中華民國衛生福利部轄下的公設基金會，成立於2002年2月5日，主要業務為重大災變後的災民賑濟工作，以及減災、整備等災前預備事項，是中華民國國家災防系統的一環。

## 沿革
賑災基金會為行政院動支民國90年度（2001年）第二預備金所設立，2002年2月5日正式設立登記，歸內政部管轄。2013年7月為配合行政院組織改造，主管機關變更為衛生福利部。

## 近期活動
- 因應2022年烏克蘭戰事，外交部及賑災基金會募集新台幣逾9億4,000萬元款項，以及逾200噸物資，送往斯洛伐克、波蘭、捷克、立陶宛等國，贈與當地政府（或賑濟機構），用於救助烏克蘭難民。[3][4]
- 在2023年土耳其－敘利亞地震之後，賑災基金會會同台灣海外援助發展聯盟、中華民國紅十字會、慈濟基金會、法鼓山慈善基金會、基督教芥菜種會等單位，募集共17.6噸物資，專機送交土耳其政府使用。[5]

## 歷任首長

### 董事長
| 任別 | 姓名   | 就職時間       | 卸任時間       | 備註                                       |
| ---- | ------ | -------------- | -------------- | ------------------------------------------ |
| 1    | 陳錦煌 | 2001年12月18日 | 2002年5月29日  | 行政院政務委員兼任                         |
| 2    | 郭瑤琪 | 2002年5月30日  | 2005年11月30日 | 行政院政務委員、公共工程委員會主任委員兼任 |
| 3    | 吳澤成 | 2005年12月1日  | 2008年7月15日  | 行政院政務委員、公共工程委員會主任委員兼任 |
| 4    | 范良銹 | 2008年7月16日  | 2011年4月21日  | 行政院政務委員、公共工程委員會主任委員兼任 |
| 5    | 李鴻源 | 2011年4月22日  | 2012年4月12日  | 行政院政務委員、公共工程委員會主任委員兼任 |
| 6    | 薛承泰 | 2012年4月13日  | 2013年3月21日  | 行政院政務委員兼任                         |
| 7    | 陳士魁 | 2013年3月22日  | 2013年9月2日   | 行政院政務委員兼任                         |
| 8    | 馮燕   | 2013年9月3日   | 2016年8月5日   | 行政院政務委員兼任                         |
| 9    | 吳宏謀 | 2016年8月5日   | 2017年11月30日 | 行政院政務委員、公共工程委員會主任委員兼任 |
| 10   | 羅秉成 | 2017年12月1日  | 2018年3月2日   | 行政院政務委員兼任                         |
| 11   | 張景森 | 2018年3月2日   | 2024年10月23日 | 行政院政務委員兼任                         |
| 12   | 陳時中 | 2024年10月23日 | 現任           | 行政院政務委員兼任                         |

## 組織
賑災基金會第12屆董事、監察人名單如下（2023年12月1日始任，2024年10月23日變更登記）：
- 董事長：陳時中（行政院政務委員兼任）
- 董事：
  - 王銘正（內政部參事）
  - 杜國正（教育部秘書處處長）
  - 廖常新（經濟部政風處處長）
  - 呂建德（衛生福利部政務次長）
  - 李海峰（農業部農民輔導司簡任技正）
  - 劉維哲（原民會公共建設處處長）
  - 陳進財（中華民國全國工業總會常務理事）
  - 許舒博（中華民國全國商業總會理事長）
  - 歐蜜偉浪（台灣基督長老教會總會原宣委員會幹事）
  - 釋開善（中國佛教會副秘書長）
  - 劉秋伶（財團法人中華民國佛教慈濟慈善事業基金會慈發處災防組組長）
  - 李紹齡（台灣世界展望會會長）
  - 李玲玲（財團法人法律扶助基金會董事）
  - 陳孟秀 （大恆國際法律事務所律師）
- 監察人
  - 黃勤文 （財政部國庫署債務管理組組長）
  - 張家瑜 （行政院主計總處公務預算處專門委員）
  - 林汝玲 （監察院審計部第一廳審計官兼廳長）

## 外部連結
- 官方网站